# Kuang Lubin
Dans ce nom, le nom de famille, Kuang, précède le nom personnel.
Kuang Lubin, (en chinois : 匡 魯彬), né le 2 octobre 1955, est un ancien joueur chinois de basket-ball.